# أسطول القسطنطينية
أسطول القسطنطينية أو إسطنبول ( (بالألمانية: U-Flottille Konstantinopel)‏ تشكيل تابع للبحرية الإمبراطورية الألمانية أنشئ خلال الحرب العالمية الأولى لدعم حملة غواصات يو ضد سفن الشحن للحلفاء في البحر الأبيض المتوسط والبحر الأسود لدعم حليف ألمانيا، الإمبراطورية العثمانية. على الرغم من اسمها الرسمي، "U-boats of the Mediterranean Division in Constantinople" (U-Boote der Mittelmeerdisionision Konstantinopel)، فقد شهدت فترة خدمة قصيرة هناك، وعملت في الغالب ضد سفن الشحن الروسية في البحر الأسود.
أمتلك أسطول القسطنطينية 11 غواصة يو ولكن نظرًا للظروف غير المواتية للقيام بغارات ضد السفن التجارية في البحر الأسود، لم تشهد نجاحًا كبيرًا خلال سنوات عملها الثلاث حيث اغرقت قوة الاسطول خلال هذه السنوات الثلاث ما مجموعه 117،093 حمولة إجمالية مسجلة.
خدمت 15 غواصة في أسطول القسطنطينية؛ 7 فقدوا ف العمليات: 5 في البحر الأسود و2 في البحر الأبيض المتوسط. تم بيع غواصة واحد إلى بلغاريا. تم تعيين غواصتيين آخريين في الأسطول، لكنهما فقدتا في القسطنطينية.
في عام 1917، اندمجت القوة مع أسطول بولا، خاضعًا لقيادة غواصات البحر الأبيض المتوسط ( Führer der U-boote im Mittelmeer ) هناك؛ تم تغيير اسم الوحدة إلى نصف أسطول القسطنطينية ( U-Halbflotille Konstantinopel ).
في عام 1918، مع انهيار القوى المركزية، كانت غواصات يو قد أغرقت، أو فرت للانضمام إلى أسطول غواصات بولا في عملية إجلائهم إلى ألمانيا.

## قائمة الغواصات
- يو-21
- يو-33
- يو-38
- يو بي-3 *
- يو بي-7
- UB-8
- UB-14
- يو بي-42
- UB-45
- يو بي-44 *
- UB-46
- يو بي-66
- UB-68
- يو سي-13
- يو سي-15
- يو سي-23
- يو سي-37

## ضباط القيادة
| تاريخ | قائد        | عنوان                                         |
| ----- | ----------- | --------------------------------------------- |
| 1915  | ؟           |                                               |
| 1916  | ؟           |                                               |
| 1917  | ك / ل كروزر | (الشيف) الضابط القائد (CO) شعبة البحر المتوسط |
| 1918  | K / L آدم   | (الشيف) CO القسطنطينية نصف أسطول              |